# Nadeen Ashraf
Nadeen Ashraf, en arabe : نادين اشرف, née le 12 mars 1998, est une militante féministe égyptienne. Son utilisation des médias sociaux suscite le mouvement MeToo en Égypte. Elle fait partie de la liste BBC des 100 femmes 2020.

## Biographie
Achraf naît au Caire en 1998. Son père est développeur de logiciels et sa mère est nutritionniste. En 2020, elle étudie la philosophie et les sciences politiques à l'université américaine au Caire. 
Dans la nuit du 1er juillet 2020, Achraf crée un compte Instagram nommé Assault Police, première plate-forme publique permettant aux femmes égyptiennes d'avoir une voix dans le mouvement MeToo. Dans un sondage de 2013, 99% des femmes égyptiennes déclarent avoir survécu à une agression sexuelle.
Le compte Instagram Assault Police est initialement créé par Ashraf pour fournir une plate-forme aux femmes qui ont subi des agressions sexuelles et des viols afin de rendre leurs expériences publiques. Le compte joue un rôle de premier plan dans la découverte du cas du harceleur et violeur présumé, Ahmed Bassam Zaki, qui est condamné à trois ans de prison pour des accusations de harcèlement sexuel en ligne en décembre 2020 . Cette affaire très médiatisée incite des personnalités publiques et des organisations égyptiennes, telles que la mosquée Al-Azhar du Caire, à dénoncer le viol et les violences sexuelles. 
Le contenu du compte Assault Police passe de la dénonciation à l'expression de préoccupations générales concernant la violence sexuelle, ainsi qu'à l'éducation et à la fourniture de ressources aux femmes. Cela stimule également d'autres mouvements et encourage d'autres femmes à dénoncer le harcèlement sexuel, comme les étudiantes de l'Institut supérieur du cinéma d'Égypte.
Fin 2020, Ashraf prévoit de faire évoluer le compte Instagram vers une organisation destinée à soutenir les survivants, les aider à contacter des professionnels, leur offrir une assistance juridique et une thérapie.

## Prix
En 2020, Ashraf est classée parmi la liste BBC des 100 femmes 2020,. Elle reçoit également le Changemaker Award lors du gala virtuel Equality Now, parrainé par Gucci.